# Capitais e Túmulos do Antigo Reino de Koguryo
As Capitais e Túmulos do Antigo Reino de Koguryo são um Património Mundial (desde 2004) na República Popular da China. O sítio é composto por três capitais do Reino de Koguryo (A Cidade-montanha de Wunu, a Cidade de Guonei e a Cidade-montanha de Wandu) e por 40 túmulos (14 túmulos são da família imperial e os outros 26 são de nobres do reino de Koguryo).

## Localização
| Nome                        | Localização              | Coordenadas                       |
| --------------------------- | ------------------------ | --------------------------------- |
| Cidade-montanha de Wunu     | Huanren, Liaoning, China | 41° 19′ 00″ N, 125° 24′ 30″ L     |
| Cidade de Guonei            | Ji'an, Jilin, China      | 41° 08′ 19,4″ N, 126° 10′ 34,3″ L |
| Cidade-montanha de Wandu    | Ji'an, Jilin, China      | 41° 09′ 51,2″ N, 126° 06′ 55,9″ L |
| Túmulos de Huanwen e Ranmou | Ji'an, Jilin, China      | 41° 11′ 10,1″ N, 126° 16′ 31,8″ L |
| Túmulo de Changchuan        | Ji'an, Jilin, China      | 41° 15′ 44,5″ N, 126° 20′ 16,7″ L |